# Viltig kronkelbladmos
Viltig kronkelbladmos (Tortella inclinata) is een soort uit de kleimosfamilie (Pottiaceae).

## Determinatie
Viltig kronkelbladmos vormt dichte, gemakkelijk desintegrerende, geelgroene, in het onderste deel bruinachtige en licht rizoïde viltige plukjes. De dicht en gelijkmatig gebladerde en dun vertakte scheuten zijn tot ongeveer twee centimeter hoog. De bladeren zijn lancetvormig tot lineair-lancetvormig en hebben een stompe, kapvormige bladtop met een korte bladnerf. Als ze nat zijn, zijn ze rechtopstaand tot gebogen, als ze droog zijn, zijn ze verbogen, gegolfd en gedraaid. De anders platte bladranden zijn naar de bladpunt gekromd en gekarteld.
De laminacellen van de bladvoet zijn rechthoekig, hyalien, glad en steken scherp af tegen de afgeronde, groene en sterk papillaire cellen in het bovenste deel van het blad. Het bovenoppervlak van de bladnerf heeft lange, smalle en gladde cellen.
Het mos is tweehuizig. Het elliptische tot cilindrische, meestal hellende en licht gekromde sporenkapsel heeft draadvormige, spiraalvormig gewonden peristome tanden. Sporofyten worden zelden gevormd.

### Gelijkende soorten
Viltig kronkelbladmos onderscheidt zich van duinkronkelbladmos (Tortella flavovirens) door de relatief hoge dichte zoden met veel rizoïdenvilt, gelijkmatig bebladerde stengels zonder duidelijke innovaties, de allen ongeveer even lange bladen die droog met de top naar binnen gebogen zijn, de duidelijk kapvormig bladtop en de nerfepidermis zonder korte papillate cellen en stengel zonder centrale streng. Met name dat laatste kenmerk heeft tot verwarring geleid. Veel exemplaren van viltig kronkelbladmos bestaan uit slecht ontwikkelde stengels met veel opeenvolgende innovaties. Die niet goed uitgegroeide stengels bevatten nog geen of slechts een onduidelijke centrale streng. Bij controle van de bladnerf is altijd wel een groep 'overstekende' korte papillate cellen aanwezig. Goed ontwikkelde exemplaren zien er door de genoemde kenmerken ook habitueel anders uit.

## Ecologie
Viltig kronkelbladmos is een thermofiel en groeit op lichte en droge locaties op basenrijke, meestal kalkrijke grond afgewisseld met grind of stenen, zelden op rotsen of muren.

## Verspreiding
De soort is wijdverbreid in Europa, voornamelijk in kalksteengebieden. In de Alpen stijgt het tot het alpine niveau. Niet-Europese waarnemingen zijn te vinden in Azië, Noord- en Zuid-Amerika, Noord-Afrika en Australië.
In Nederland is viltig kronkelbladmos zeer zeldzaam. Het staat op de Nederlandse Rode Lijst in de categorie 'Kwetsbaar'. In Zuid-Limburg groeit de soort op open, droge, zonnige plaatsen op krijt. Buiten Zuid-Limburg groeit de soort o.a. op beton (Franse Berg op de Veluwe) en opvallend vaak op begraafplaatsen. Met name graven die met marmersplit zijn afgestrooid vormen een favoriete groeiplek.

## Fotogalerij

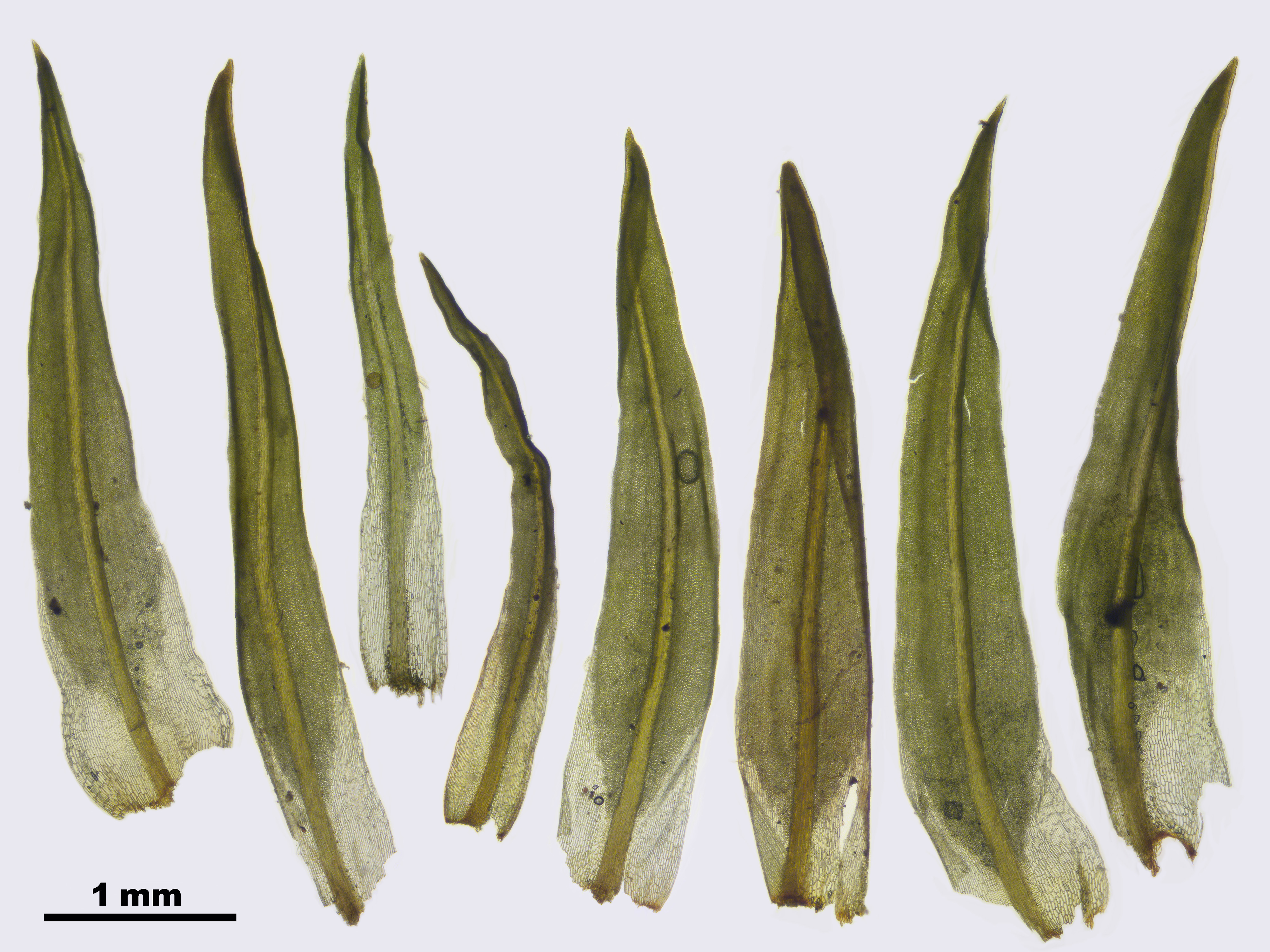
Bladeren
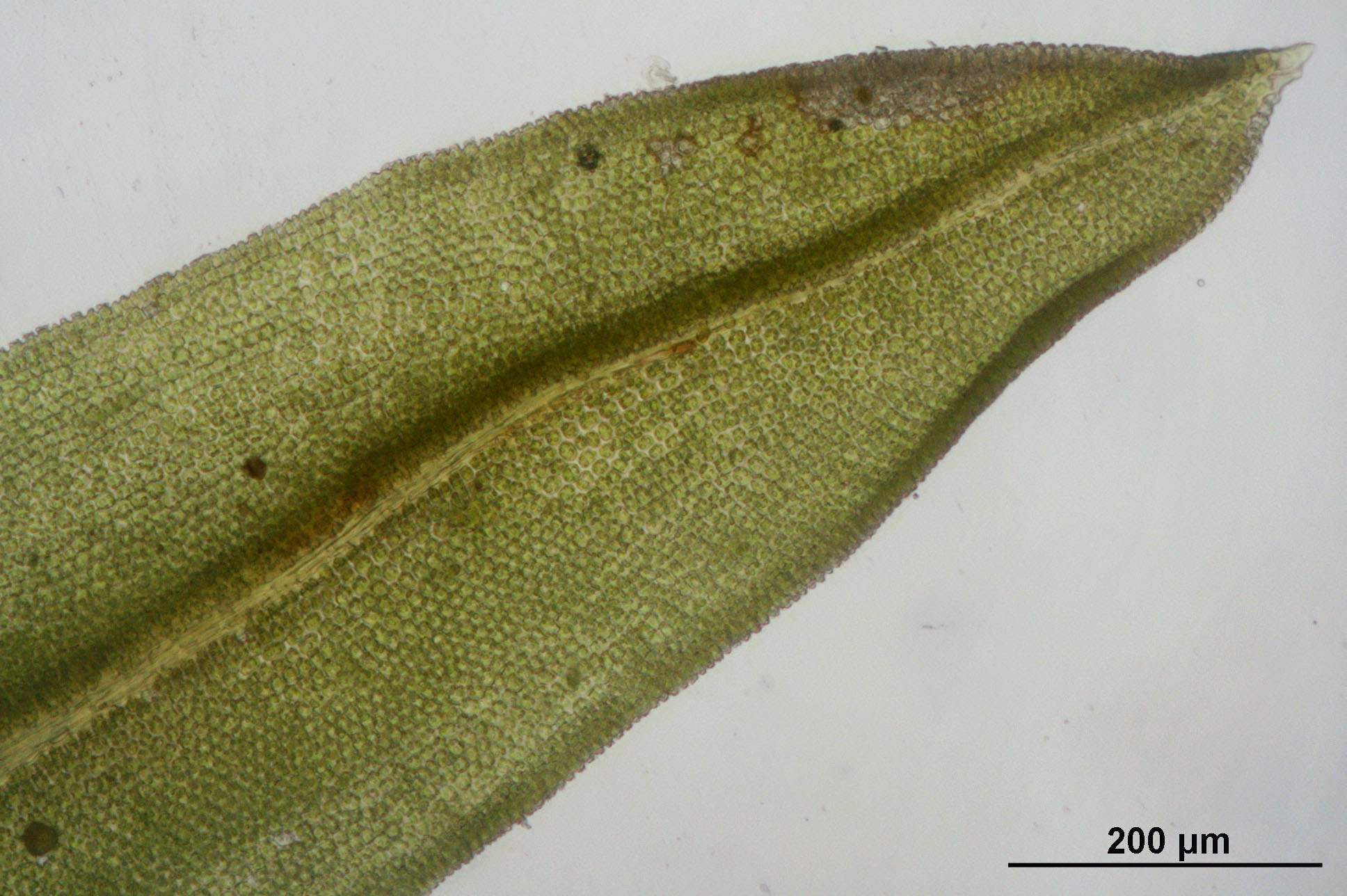
Bladtop
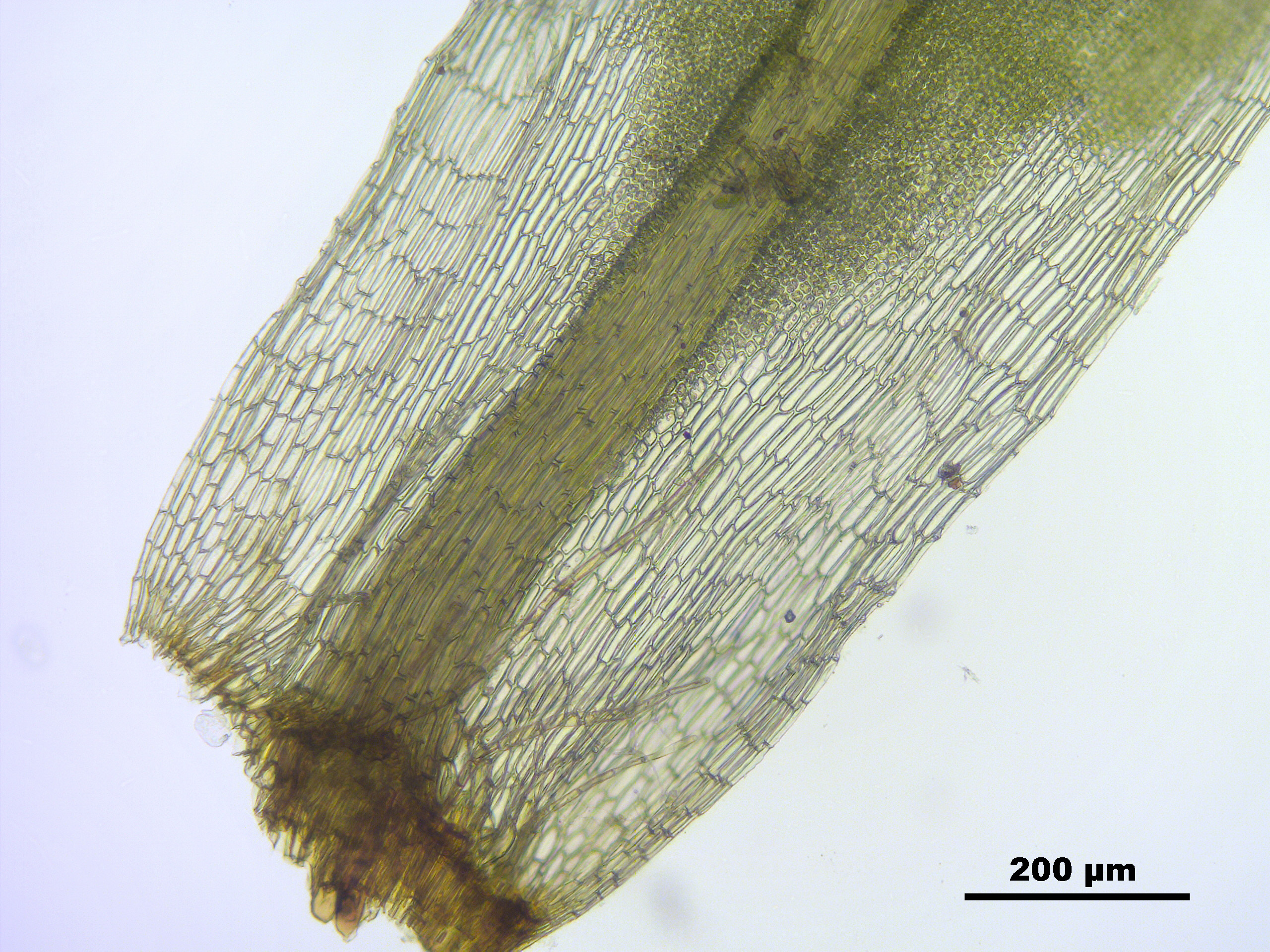
Bladcellen bladvoet
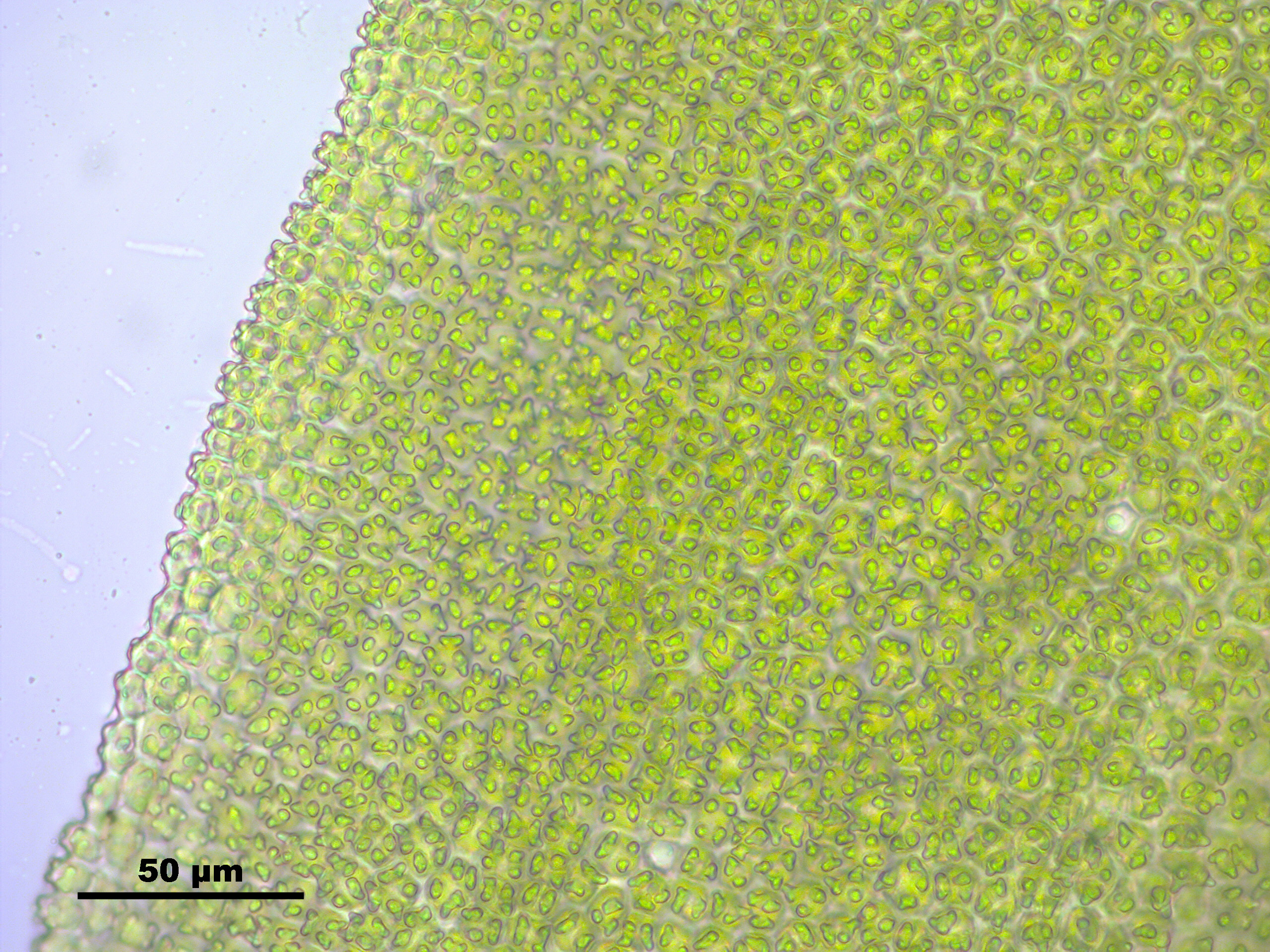
Bladcellen midden
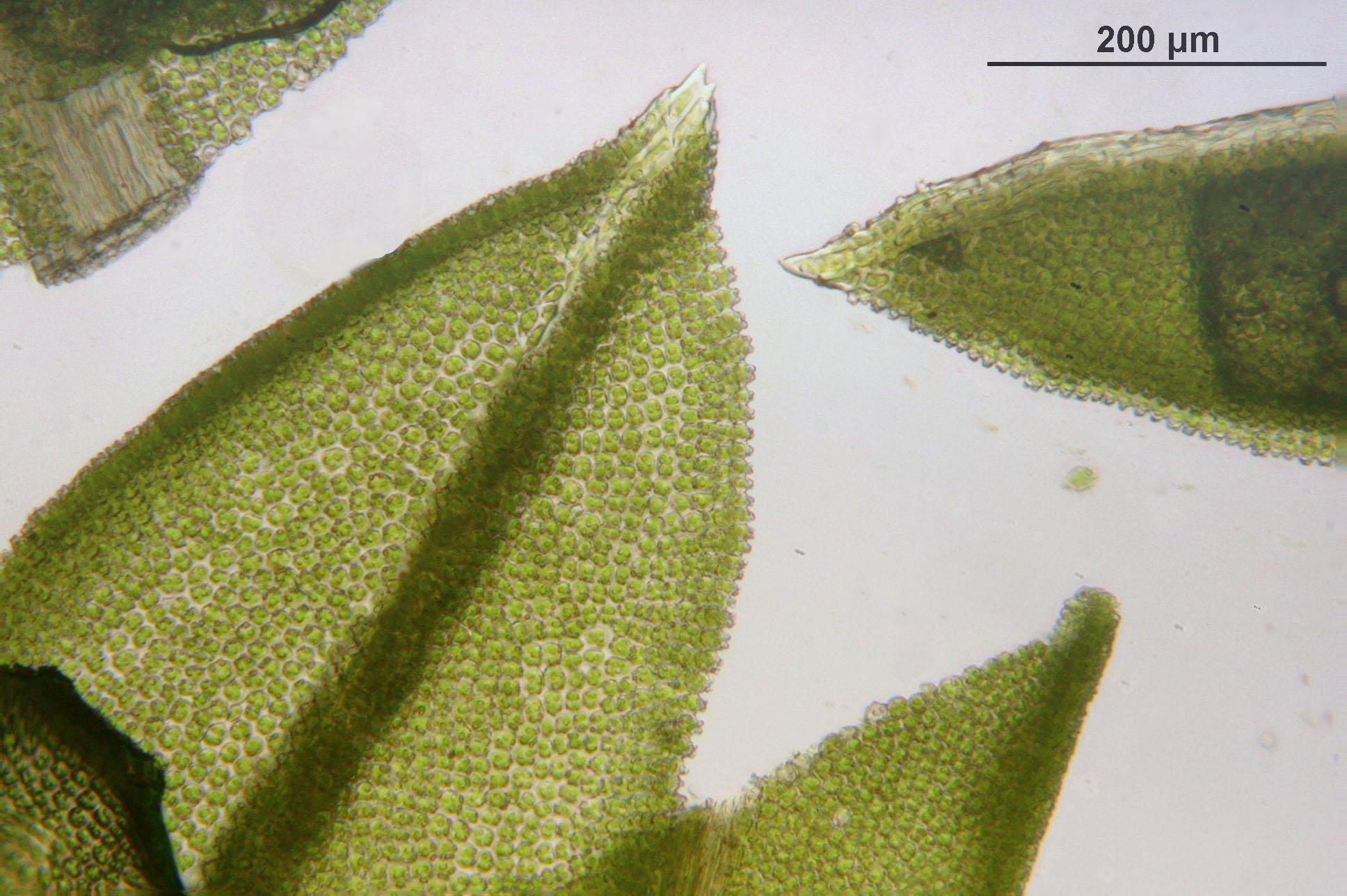
Bladcellen top
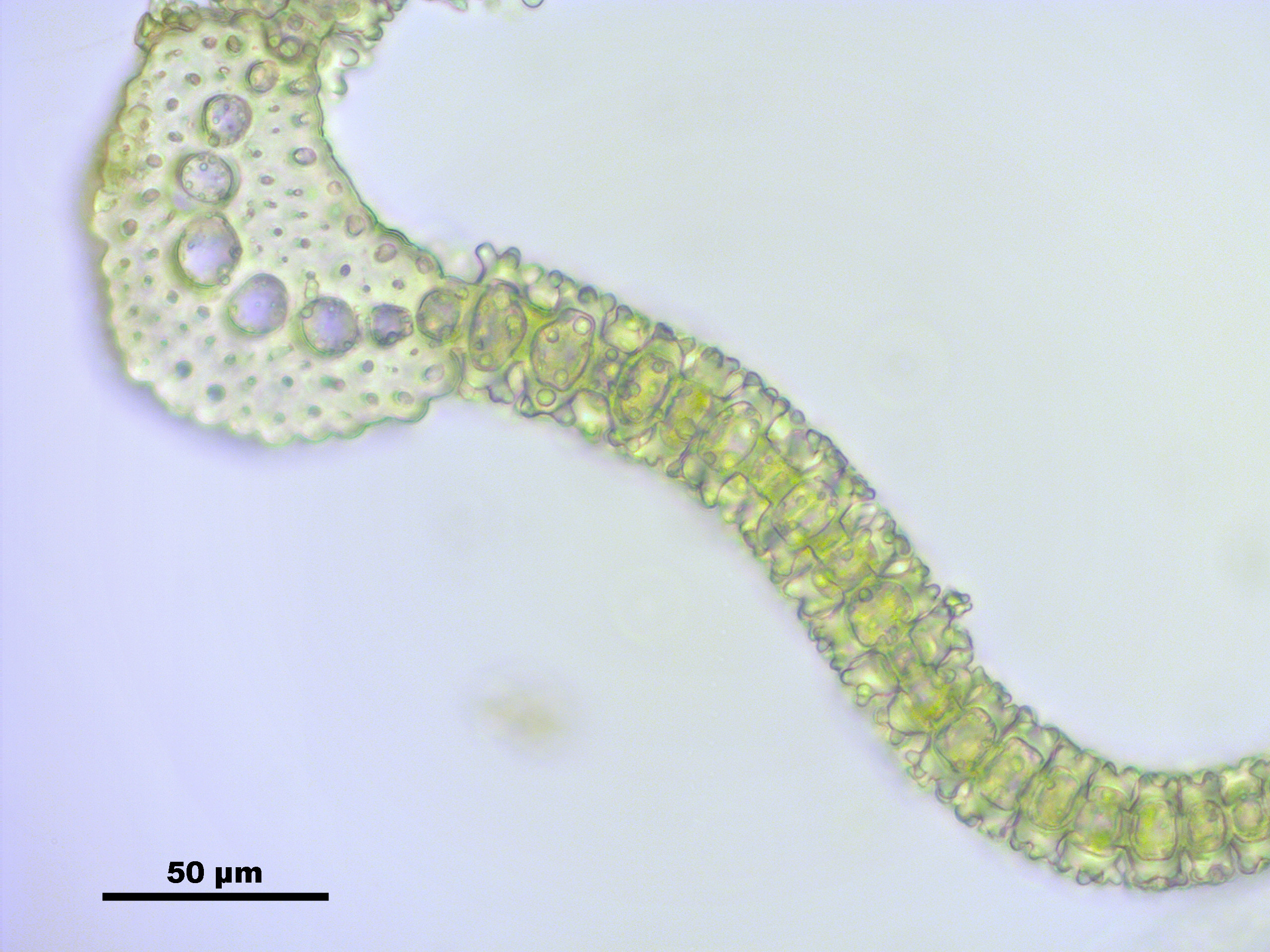
Bladdoorsnede
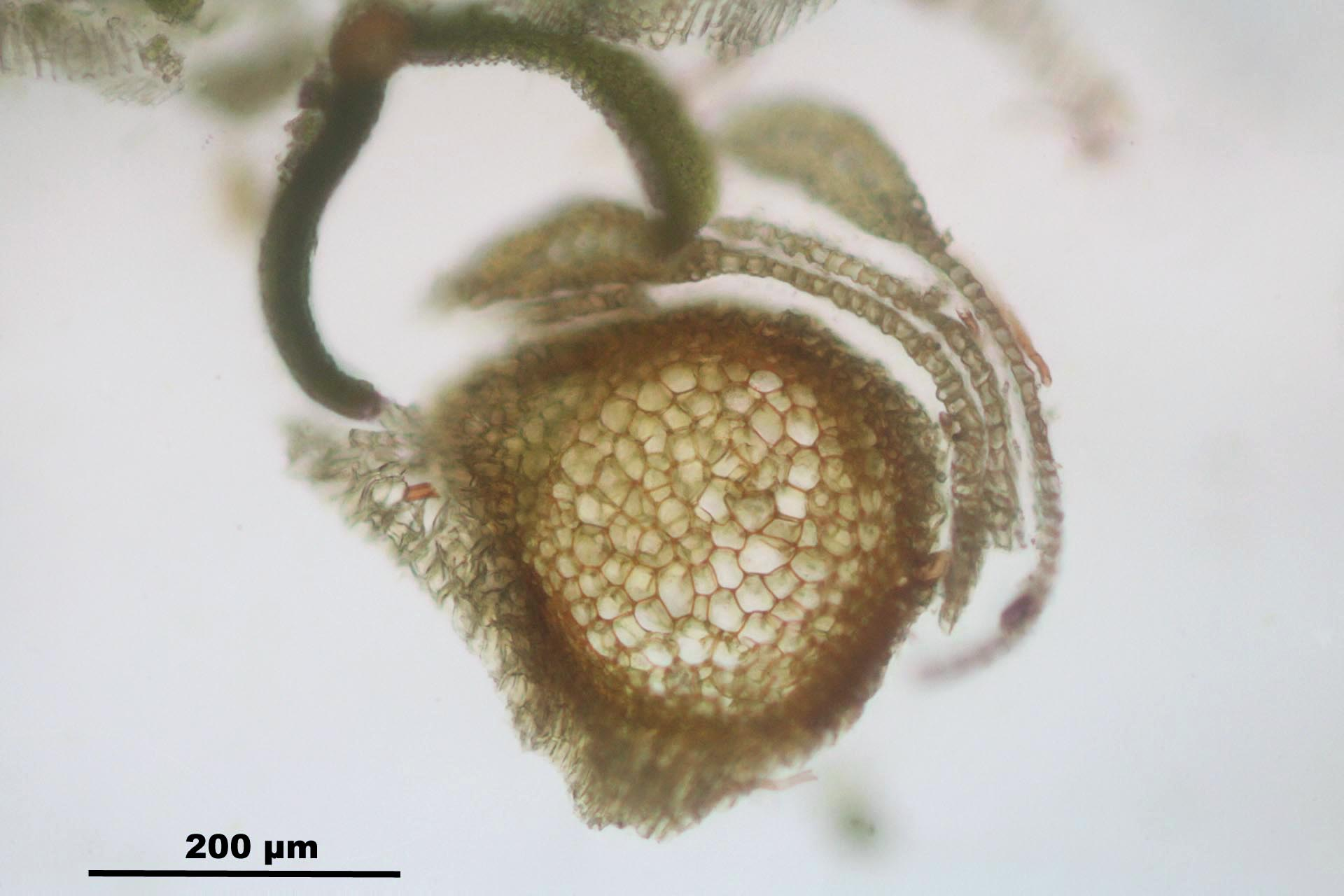
Doorsnede stengel